# Désiré Tagro
Désiré Asségnini Tagro (Issia, 27 de enero de 1959 – Abiyán, 12 de abril de 2011) fue un político costamarfileño que ocupó el cargo de Ministro de Interior y jefe del gabinete del Presidente Laurent Gbagbo durante la crisis costamarfileña de 2010–2011. Tagro fue uno de los principales aliados de Gbagbo.
En junio de 2010, Mamadou Koulibaly, Presidente de la Asamblea Nacional, acusó a Désiré Tagro, Ministro del Interior, de estafa mostrando favoritismo con respecto a la admisión a la escuela de policía. El Presidente Laurent Gbagbo ordenó la investigación con alegaciones; en julio de 2010, la investigación concluyó que las alegaciones no estaban fundamentadas, por lo que Tagro, que continuó disfrutando del favor de Gbagbo, finalmente salió inocente de la acusación.
Durante la segunda guerra civil de Costa de Marfil de 2010 y 2011, el Departamento del Tesoro de los Estados Unidos prohibió a las empresas e individuos estadounidenses hacer negocios comerciales o financieros con Désiré Tagro, así como también a Laurent Gbagbo, el Ministro de Asuntos Exteriores, Alcide Djédjé y el jefe del Frente Popular Marfileño, Pascal Affi N’Guessan.
Tagro y Laurent Gbagbo fueron arrestados el 11 de abril de 2011 en la casa de Gbagbo en Abiyán por las fuerzas republicanas leales al Presidente Alassane Ouattara. Tagro sufrió heridas de bala en la cara durante su arresto en unas circunstancias no esclarecidas. Algunos leales a Gbagbo denunciaron que Tagro fue ejecutado por las fuerzas republicanas mientras estaba bajo arresto en el Golf Hotel. Tagro fue llevado al hospital de Abiyán por los fuerzas de paz de las Naciones Unidas, donde moriría el 12 de abril de 2011 a los 52años. El subsecretario de las Naciones Unidas para las Misión de paz Alain Le Roy calificó la muerte de Tagro "deplorable."